# تشارلي جيبسون
تشارلي جيبسون (بالإنجليزية: Charlie Gibson)‏ هو لاعب كرة قاعدة أمريكي، ولد في 17 نوفمبر 1879 في شارون في الولايات المتحدة، وتوفي بنفس المكان في 22 نوفمبر 1954.

## وصلات خارجية
- تشارلي جيبسون على موقعبيزبول رفرنس.كوم (الدوري الرئيسي) (الإنجليزية)
- تشارلي جيبسون على موقعبيزبول رفرنس.كوم (الدوري الثانوي) (الإنجليزية)